# Sous-groupe basique
Soit {\displaystyle p} un nombre premier. Un sous-groupe {\displaystyle B} d'un {\displaystyle p}-groupe abélien {\displaystyle A} est {\displaystyle p}-basique si les conditions suivantes sont satisfaites:
1. {\displaystyle B} est une somme directe de {\displaystyle p}-groupes cycliques;
2. {\displaystyle B} est un sous-groupe {\displaystyle p}-pur de {\displaystyle A};
3. le groupe quotient {\displaystyle A/B} est un {\displaystyle p}-groupe divisible.